# Menkar

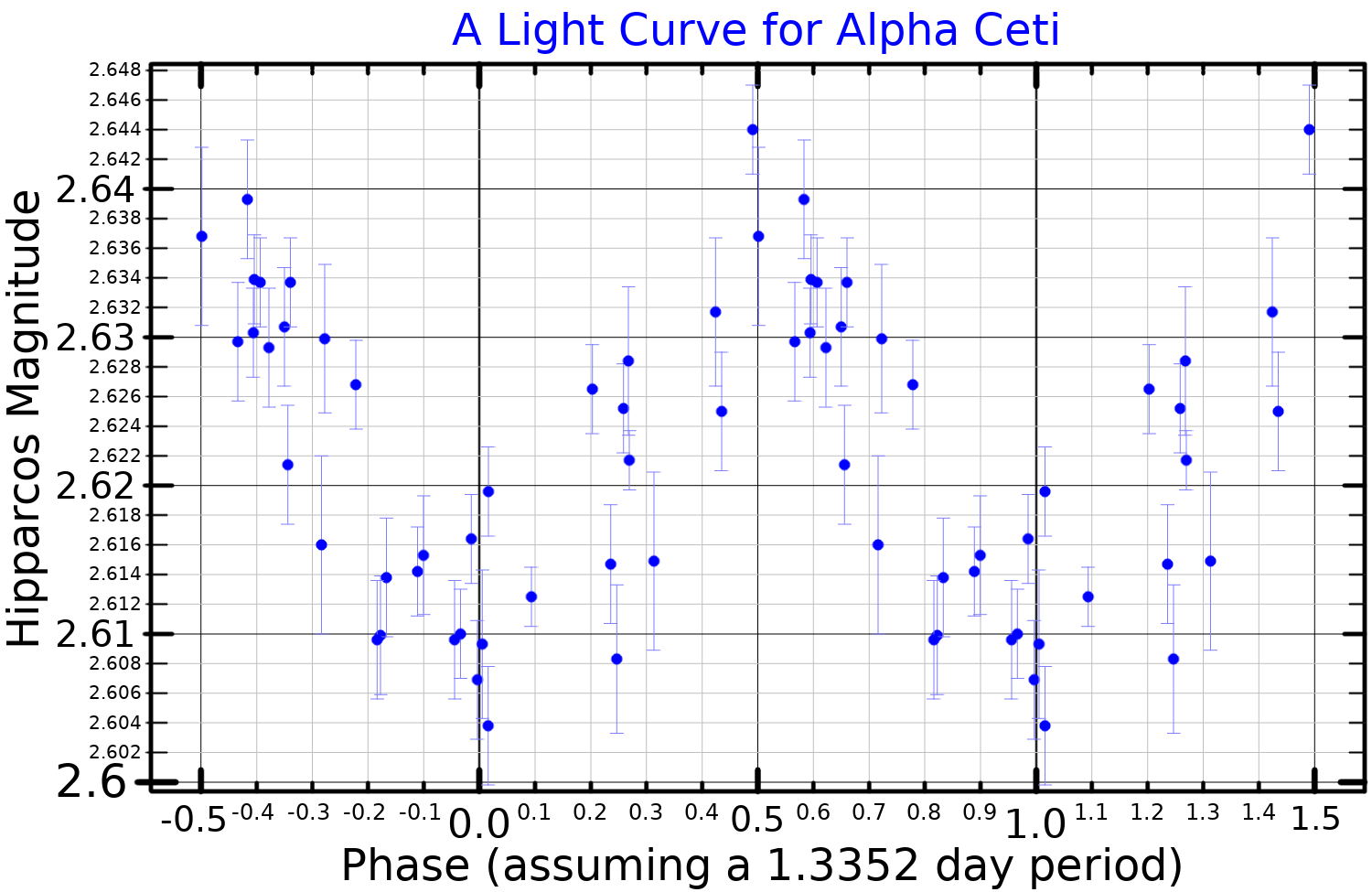
Lichtkromme van Menkar

Menkar (alpha Ceti) is een heldere ster in het sterrenbeeld Walvis (Cetus).
De ster staat ook bekend als Mekab, Menkab en Monkar. De naam Menkar wordt ook gebruikt voor de ster lambda Ceti, deze heeft magnitude 4,7 en spectraalklasse B6III.

## Science fiction
Menkar (Ceti Alpha) was het verbanningsoord van Khan in Star trek.